# Calodiaptomus perelegans
Calodiaptomus perelegans is een eenoogkreeftjessoort uit de familie van de Diaptomidae. De wetenschappelijke naam van de soort is voor het eerst geldig gepubliceerd in 1927 door Wright S..